# Nova Mîhailivka, Reșetîlivka
Nova Mîhailivka (în ucraineană Нова Михайлівка) este localitatea de reședință a comunei Nova Mîhailivka din raionul Reșetîlivka, regiunea Poltava, Ucraina.

## Demografie
Componența lingvistică a localității Nova Mîhailivka
     Ucraineană (94,95%)
     Rusă (2,53%)
     Română (2,53%)
Conform recensământului din 2001, majoritatea populației localității Nova Mîhailivka era vorbitoare de ucraineană (94,95%), existând în minoritate și vorbitori de rusă (2,53%) și română (2,53%).